# Stefi Geyer
Stefi Geyer (Budapest, 28 de juny de 1888 - Zúric, 11 de desembre de 1956) va ser una violinista hongaresa.

## Biografia
Era filla de Josef Geyer, un metge de la policia que tocava el violí. Quan tenia tres anys va començar a tocar l'instrument, amb resultats notables per a algú que mai havia tocat. Posteriorment va estudiar amb Jenő Hubay. Als dotze va deixar d'anar a les classes de violí i va declarar al director que ja no tenia res per aprendre, però va seguir estudiant particularment set hores diàries durant dos anys, sota la direcció del professor Hubay.
El seu primer concert públic va tenir efecte a la gran sala de la Societat de Música de Viena, i va ser una revelació. Totes les celebritats de Viena que assistien al concert van aclamar la jove virtuosa en set concerts consecutius, donats en la immensa sala, incapaç per contenir la multitud d'oients que embogia d'entusiasme pel privilegiat talent de la nena. L'emperador d'Alemanya va fer cridar la concertista a Berlín, sent rebuda tres vegades a la cort en el curt període que va estar executant vuit concerts, que van ser altres tants triomfs. Va ser cridada a Bucarest per la reina de Romania, que es va entusiasmar fins a l'extrem de fer-se retratar amb Stefi Geyer. De tornada a Hongria, l'empresari Seharmann va convèncer el pare de Stefi que la hi confiés per una llarga tournée.
Amb setze anys, Stefi Geyer era ja una violinista excepcional. Després de destacar com una de les estudiants més excepcionals del conservatori, va viatjar per tot Europa tocant un repertori molt divers. Un dels llocs on va tocar va ser el 1905 a Barcelona, convidada per l'Associació wagneriana.

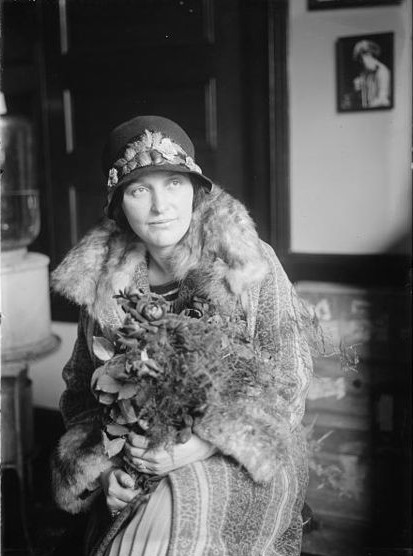

Va viure a Viena des de 1911, fins al 1919, en què s'establí a Zuric. Va tenir un paper important en la vida musical suïssa com a artista de renom internacional. Del 1923 al 1953 va dirigir la seva escola magistral al Conservatori de Zuric amb un talent pedagògic extraordinari. El 1941 va fundar a Zuric amb el seu marit el Collegium Musicum, dirigit per Paul Sacher, del qual va ser solista i primera violinista. Una de les èpoques més destacades de la seva carrera va ser la dècada entre 1943 i 1953, quan va oferir inoblidables recitals de Beethoven amb Wilhelm Backhaus. Va fer classe a molts músics, entre els quals el compositor Klaus Huber i el violinista Rudolf Baumgartner, el qual a més era company de l'Stefi-Geyer-Quartett .

### Vida privada
Stefi Geyer va començar una relació amb Béla Bartók el 1906, compositor que l'any següent li dedicaria el seu Concert per a violí núm. 1. El 1908, però, Geyer va trencar amb Bartók, fet que el va portar a desmantellar el concert per a violí i va combinar el primer moviment amb un altre treball per crear Dos retrats, op. 5. Parcialment inspirat en el final del seu romanç amb Geyer, Bartók també va compondre Catorze bagatel·les per a piano, op. 6. El Concert per a violí de Bartók no va ser publicat ni estrenat fins després de la mort de la parella, per exprés desig de Geyer. Othmar Schoeck també se n'enamorà i també va escriure un concert per a violí per a Geyer.
El seu primer matrimoni va ser amb l'advocat vienès Erwin Jung, que va morir durant l'epidèmia de grip de la Primera Guerra Mundial. El 1920 es va casar amb el compositor suís Walter Schulthess.